# Euthystira
Euthystira es un género de saltamontes de la subfamilia Gomphocerinae, familia Acrididae, y está asignado a la tribu Chrysochraontini.

## Especies
Las siguientes especies pertenecen al género Euthystira:
- Euthystira brachyptera (Ocskay, 1826)
- Euthystira luteifemora Zhang, Zheng & Ren, 1995
- Euthystira pavlovskii Bey-Bienko, 1954
- Euthystira xinyuanensis Liu, 1981
- Euthystira yuzhongensis Zheng, 1984